# Altiplania
Altiplania is een geslacht van vlinders van de familie uilen (Noctuidae), uit de onderfamilie Cuculliinae.

## Soorten
- A. inornata Köhler, 1979
- A. luetscheri Köhler, 1979
- A. maculata Köhler, 1979